# The Official Father Christmas
The Official Father Christmas, chiamato anche Official Father Christmas o (The) Official Father Christmas Game su schermo, è un videogioco a tema natalizio pubblicato nel 1989 per Amstrad CPC, Commodore 64 e ZX Spectrum dalla Alternative Software. Si controlla Babbo Natale in tre fasi d'azione con meccaniche tra loro differenti. Il gioco era a basso costo (£2,99 nel Regno Unito) e i guadagni della vendita erano devoluti in beneficenza a Save the Children. Alcune riviste britanniche lo giudicarono troppo facile e, a parte l'iniziativa benefica, lo apprezzarono poco.

## Modalità di gioco
The Official Father Christmas è costituito da tre livelli molto diversi che devono essere completati entro un tempo limite complessivo. Il tempo è rappresentato da un simbolo della notte che viene sostituito progressivamente dal giorno, in quanto l'obiettivo di Babbo Natale è consegnare i regali entro la nottata di Natale. Il personaggio non corre pericoli e la sconfitta è possibile solo per esaurimento del tempo.
Il primo livello è a piattaforme ed è ambientato nella casa a due piani di Babbo Natale, uno scenario bidimensionale multischermo formato da sei schermate comunicanti. Babbo Natale deve raccogliere una alla volta tutte le parti della sua slitta, sparse per la casa dagli elfi dispettosi, e ricomporla in giardino. Il protagonista può soltanto correre in orizzontale e salire scale verticali. Nella casa si aggirano gli elfi e se Babbo Natale si scontra con uno di loro perde l'eventuale parte che sta trasportando e dovrà raccoglierla di nuovo altrove.
Nel secondo livello si devono dapprima scegliere sei regali di Natale da una serie di immagini scorrevole. Quindi, muovendo Babbo Natale a destra e sinistra, si devono raccogliere tutti i regali selezionati tra una pioggia di regali misti che cadono dall'alto.
Nel terzo livello si guida la slitta volante e si deve consegnare un certo numero di regali nelle giuste case di diversi continenti, affrontati uno alla volta. La slitta si muove a destra e sinistra in cima allo schermo sopra un paesaggio abitato a scorrimento orizzontale, diverso in ogni continente. I regali vanno lasciati cadere nei punti giusti, indicati da frecce. Il cielo è attraversato da nuvole, uccelli e aeroplani e bisogna evitare che colpiscano il regalo, altrimenti lo portano via e se ne deve gettare un altro.
Le versioni Amstrad e Commodore hanno una colonna sonora (Amstrad solo nei titoli) con varie musiche tipiche natalizie.